# モンテ・コロンボ
モンテ・コロンボ（イタリア語: Monte Colombo）は、イタリア共和国エミリア＝ロマーニャ州リミニ県モンテスクード＝モンテ・コロンボ (it:Montescudo-Monte Colombo) に属する分離集落（フラツィオーネ）。
かつては、独立した自治体（コムーネ）であったが、2016年にモンテスクードと合併し、新自治体の一部となった。

## 地理

リミニ県における旧コムーネの領域

### 位置・広がり
リミニ県南東部の集落。サンマリノ市から東へ9km、県都リミニから南へ16km、ウルビーノから北北西へ23km、ペーザロからへ西へ29kmの距離にある。
コムーネは11.89km2 の面積があり、Taverna, San Savino, Croce, Osteria Nuovaなどの分離集落を含んでいた。最低地点は39m、最高地点は350mであった。2015年1月時点のコムーネ人口は3451人。

#### 隣接コムーネ
隣接するコムーネは以下の通り。
| - コリアーノ - ジェンマーノ - モンテスクード - サン・クレメンテ |

- 市内